# Агресивност
Агресија је понашање које карактерише контакт и комуникацију са другим људима силом. Људска агресија се изражава директно путем вербалних, физичких или комбинованих напада или индиректно кроз компензацију или индиректну агресију. Агресије могу бити прикладне, ако се користе за самоодбрану или самопобољшавање, али могу бити деструктивне за себе и друге. Неки аутори користе термин „агресија” само за штетна понашања, а термин асертивност за понашања која немају намеру да нашкоде другима. Агресивност се различито тумачи у хуманистичким, друштвеним и природним наукама. Појам је изведен из Фројдове поставке о нагонима (посебно нагону смрти) који је примарно усмерен на властити организам, (када се испољава у виду самодеструкције). Када се преусмери на спољашње објекте јавља се као агресивност. Као и Ерос, агресивност је примаран и урођен нагон и зато се, по Фројду, не може искоренити. По другим схватањима нагон агресивности нема сопствени извор енергије, већ је изведен из нагона за животом, те се јавља као реакција на фрустрацију. Фром сматра да је агресивност и тежња за разарањем, одговор на ускраћивање основних људских потреба. Фром је инаугурисао теорију људске деструктивности којом јасно дефинише разлику између бенигне и малигне агресивности. Агресивни карактер поседује такав тип људи који отворено и безобзирно испољава своју необуздану тежњу ка моћи, односно по теорији Карен Хорнај, појединац који искоришћава друге људе како би сам постигао успех.
Људска агресија се може класификовати на директну и индиректну агресију; док прву карактерише физичко или вербално понашање са намером да се некоме нанесе штета, друго карактерише понашање чији је циљ наношење штете друштвеним односима појединца или групе. У дефиницијама које се обично користе у друштвеним наукама и наукама о понашању, агресија је радња или одговор појединца који испоручује нешто непријатно другој особи. Неке дефиниције укључују да појединац мора намерити да науди другој особи. У интердисциплинарној перспективи, агресија се сматра „ансамблом механизама који се формирају током еволуције како би себе, рођаке или пријатеље истакао у односу на друге, стекао или одбранио ресурсе (крајње узроке) путем шкодљивих штетних средстава [...] Ови механизми су често мотивисани емоцијама попут страха, фрустрације, беса, осећаја стреса, доминације или задовољства (непосредни узроци) [...] Понекад агресивно понашање служи као ослобађање од стреса или јачања субјективног осећаја моћи.“ Предаторско или одбрамбено понашање припадника различитих врста не може се сматрати агресијом у истом смислу.
Агресија може имати различите облике, који се могу изразити физички, или комуницирати вербално или невербално: укључујући агресију против предатора, одбрамбену агресију (изазвану страхом), предаторску агресију, доминациону агресију, агресију међу мужјацима, агресија према уљезима, материнску агресију, агресију специфичну за врсту, агресију повезана са полом, територијалну агресију, агресију изазвану изолацијом, иритабилну агресију и агресија индукована можданом стимулацијом (хипоталамус). Постоје два подтипа људске агресије: (1) контролисани-инструментални подтип (наменски или циљно оријентисан); и (2) реактивно-импулсивни подтип (често изазива неконтролисане радње које су непримерене или непожељне). Агресивност се разликује од онога што се обично назива асертивношћу, мада се изрази често користе синонимно међу лаицима (као у фразама пупут „агресивног продавца“).

## Преглед
Долард et al. (1939) су изнели становиште да агресија настаје услед фрустрације, која је описана као непријатна емоција која произлази из било ког ометања у постизању жељеног циља. Берковиц је проширио ову хипотезу о фрустрацији и агресији и предложио је да то није у толикој мери фрустрација, колико непријатна емоција што изазива агресивне тенденције, и да сви аверзивни догађаји производе негативан афекат, а тиме и агресивне тенденције, као и тенденције страха. Поред условљених подражаја, Арчер је подстицаје који изазивају агресију (као и изазивање страха) сврстао у три групе; бол, новина и фрустрација, мада је такође описао „назирање“, што се односи на објекат који се брзо креће ка визуелним сензорима субјекта, и може се категорисати као „интензитет“.
Агресија може имати адаптивне предности или негативне ефекте. Агресивно понашање је индивидуална или колективна социјална интеракција која је непријатељско понашање са намером наношења штете или повреде. Обично се разликују две широке категорије агресије. Једна укључује афективну (емоционалну) и непријатељску, реактивну или узвратну агресију која је одговор на провокацију, а друга укључује инструменталну, циљно оријентисану или предаторску, у којој се агресија користи као средство за постизање циља. Пример непријатељске агресије била би особа која удара некога ко ју је увредио. Инструментални облик агресије била би оружана пљачка. Истраживања насиља из низа дисциплина пружају одређену подршку разлици између афективне и предаторске агресије. Међутим, неки истраживачи доводе у питање корисност непријатељске наспрам инструменталне дистинкције код људи, упркос њеној свеприсутности у истраживањима, јер већина случајева у стварном животу укључује мешане мотиве и узроке који утичу једни на друге.
Предложен је низ класификација и димензија агресије. Они зависе од критерија попут тога да ли је агресија вербална или физичка; да ли укључује или не релациону агресију као што је прикривено малтретирање и социјална манипулација; да ли се намерава наношење штете другима или не; да ли се изводи активно или се изражава пасивно; и да ли је агресија усмерена директно или индиректно. Класификација такође може обухватити емоције повезане са агресијом (нпр. бес) и ментална стања (нпр. импулсивност, непријатељство). Агресија се може јавити као одговор на несоцијалне, као и на социјалне факторе, и може бити у блиској вези са стилом суочавања са стресом. Агресија се може исказати како би се застрашило.
На оперативну дефиницију агресије могу утицати морални или политички ставови. Примери су аксиоматско морално становиште названо принципом ненападања и политичка правила која регулишу понашање једне земље према другој. Исто тако у такмичарским спортовима или на радном месту, неки облици агресије могу бити санкционисани, а други не (видети агресију на радном месту). Агресивно понашање повезано је са проблемима прилагођавања и неколико психопатолошких симптома као што су антисоцијални поремећај личности, гранични поремећај личности и интермитентни експлозивни поремећај.
Биолошки приступи концептуализују агресију као унутрашњу енергију која се ослобађа услед спољних стимулуса, производ еволуције кроз природну селекцију, део генетике, производ хормонских флуктуација. Психолошки приступи агресију схватају као деструктивни инстинкт, одговор на фрустрацију, афекат побуђен негативним стимулусом, резултат запаженог учења друштва и разноврсног поткрепљења, резултанту променљивих које утичу на лична и ситуациона окружења.